# 宣平県 (浙江省)
宣平県（せんへい-けん）はかつて存在した中華人民共和国浙江省金華専区に位置した県。

## 歴史
秦漢代にかけては回浦県、後漢から南北朝時代にかけては章安県、永寧県、松陽県、隋代は括蒼県、唐代から明代にかけては麗水県の管轄地であった。
1452年（景泰3年）、明朝は処州府の下に宣平県を新設し、清末まで沿襲された。中華民国が成立すると1912年（民国元年）に甌海道の管轄とされたが、1927年（民国16年）には浙江省直轄、1935年（民国24年）4月には第6行政督察区、同年7月には第7行政督察区の管轄とされた。
中華人民共和国成立後は麗水専区の管轄とされたが、1952年に衢州専区、1954年には金華専区に移管されている。1958年5月、宣平県の廃止が決定し16郷は武義県、5郷は麗水県に移管された。
| 前の行政区画 麗水県 | 浙江省の歴史的地名 1452年 - 1958年 | 次の行政区画 武義県 麗水県 |